# Sada (Navarra)
Sada (em castelhano) ou Zare (em basco) é um município da Espanha na província e comunidade foral (autónoma) de Navarra. Tem 12,65 km² de área e em 2021 tinha 136 habitantes (densidade: 10,8 hab./km²).

## Demografia
| Variação demográfica do município entre 1991 e 2004 | Variação demográfica do município entre 1991 e 2004 | Variação demográfica do município entre 1991 e 2004 | Variação demográfica do município entre 1991 e 2004 |
| --------------------------------------------------- | --------------------------------------------------- | --------------------------------------------------- | --------------------------------------------------- |
| 1991                                                | 1996                                                | 2001                                                | 2004                                                |
| 280                                                 | 255                                                 | 224                                                 | 216                                                 |